# 67308 Öveges
A 67308 Öveges (2000 HD) kisbolygó a kisbolygóövben kering. 2000. április 21-én fedezte föl Sárneczky Krisztián és Kiss László a Piszkéstetői Csillagvizsgálóban.
A kisbolygó a nevét Öveges József neves magyar fizikusról és pedagógusról kapta.

## Külső hivatkozások
- Oveges A 67308 Öveges kisbolygó a JPL Small-Body adatbázisában